# 송재로
송재로(Songjae-ro)는 전라남도 보성군 보성읍장거리교차로에서 보성군 문덕면용암삼거리를 잇는 전라남도의 도로이다. 

## 주요 경유지
전라남도
- 보성군 (보성읍 . 미력면 . 북내면 . 문덕면)

## 노선
| 이름                | 접속 노선                                         | 소재지 | 소재지 | 비고 |
| ------------------- | ------------------------------------------------- | ------ | ------ | ---- |
| 장거리 교차로       | 지방도 제895호선 (흥성로)                         | 보성군 | 보성읍 |      |
| 원봉 교차로         | 봉화로 현충로                                     | 보성군 | 보성읍 |      |
| 군청앞사거리        | 중앙로                                            | 보성군 | 보성읍 |      |
| 용문삼거리          | 용문길                                            | 보성군 | 보성읍 |      |
| 차시험장사거리      | 지방도 제836호선 (평동로)                         | 보성군 | 보성읍 |      |
| 만평삼거리          | 보성강로                                          | 보성군 | 보성읍 |      |
| 정자교              |                                                   | 보성군 | 보성읍 |      |
|                     | 미력면                                            | 보성군 |        |      |
| 미력삼거리          | 예재로                                            | 보성군 |        |      |
| 보성IC 교차로       | 국도 제29호선 (화보로)                            | 보성군 |        |      |
| 장천교              |                                                   | 보성군 | 복내면 |      |
| 산수교              |                                                   | 보성군 | 복내면 |      |
| 월평교              |                                                   | 보성군 | 복내면 |      |
| 복내사거리          | 국가지원지방도 제58호선 지방도 제845호선 (개기로) | 보성군 | 복내면 |      |
| 원봉교              |                                                   | 보성군 | 복내면 |      |
| 북내중고교앞 교차로 | 국도 제58호선 (동교길)                            | 보성군 | 복내면 |      |
| 복내2교             |                                                   | 보성군 | 복내면 |      |
| 봉정교              |                                                   | 보성군 | 복내면 |      |
|                     | 문덕면                                            | 보성군 |        |      |
| 문덕면운곡리 교차로 | 동소산길                                          | 보성군 |        |      |
| 가랑이재            |                                                   | 보성군 |        |      |
| 용암삼거리          | 국도 제15호선 (모후로)                            | 보성군 |        |      |
| 고인돌길 과 직결    |                                                   |        |        |      |

## 주요 건물 및 시설
- 보성119안전센터 (송재로 160/보성리 831-13)
- 보성군청 (송재로 165/보성리 807-2)
- 광주지방법원 순천지원 보성군법원 (송재로 168/보성리 770)
- GS25 보성군청점 (송재로 191/보성리 556)
- 보성군선거관리위원회 (송재로 207/보성리 532)
- 한국국토정보공사 보성군지사 (송재로 221/보성리 292-3)
- 현대자동차블루핸즈 보성점 (송재로 227/보성리 293)
- 읍내파출소 (송재로 278/용문리 227-13)
- GS칼텍스 광주주유소 (송재로 279/용문리 346)
- 농협 보성농협 만평주유소 (송재로 417/용문리 470)
- 미력파출소 (송재로 593/도개리 671-1)
- 미력면사무소 (송재로 599/도개리 667-6)
- SK에너지 북부농협주유소 (송재로 1792/유정리 662)
- 복내면파출소 (송재로 1812/복내리 152-33)
- 복내터미널 (송재로 1827/복내리 152-15)
- 보성복내중학교 (송재로 1926/봉천리 300)